# EuroRegio
Az EuroRegio (vagy röviden: EuRegio vagy ER) vonatok két, egymással szomszédos ország határaihoz közeli nagyvárosokat kötnek össze. Mivel a vonatok így nemzetközi forgalomban közlekednek, a díjszabásuk eltér a két ország belföldi díjszabásától.
A vonatok csak 2. osztályú, nem dohányzó kocsikkal közlekednek.
Ezekre a vonatokra kedvezményes menettérti díjszabások vannak, az egyirányú jegyek árai meghaladják a menettérti jegyek árát.

## Magyarország
Magyarországon 2002. június 16-án jelent meg az első ilyen fajta vonat, ami Győr és Bécs között közlekedett, a Sopron–Szombathely-vasútvonal felújítását követően a 2002–2003-as menetrendváltással egyidőben megjelentek a Szombathely-Sopron-Wiener Neustadt viszonylatban is.
Magyarországot jelenleg az alábbi vonalon közlekedő ER szerelvények érintik:
- Győr-Hegyeshalom-Bruck an der Leitha (– Wien Hauptbahnhof)

A fenti vonalakat az ÖBB illetve a GYSEV látja el. Közülük a legjelentősebb a Győr – Bécs vonal, ahol már a MÁV 2008-09-es menetrendjének bevezetését követően a korábbi ÖBB-s szerelvények helyett már az új Bombardier Talentek futnak, 2 órás intervallumban.
A MÁV-ÖBB ún. EuRegio Special menetjegyének értelmében 9,6-27,8 € áron (távolságtól függően) válthatóak menettérti jegyek a fent említett vonalra. Ezek csak az adott vonattípusra érvényesek, legfeljebb az érvényesség első napjától számított 4. nap 24. órájáig. A vonatokra EURegio hetijegy is váltható 29-68 € áron.
| Járat     | Útvonal | Gyakoriság |
| --------- | --- | ---------- |
| EuroRegio | Győr – Abda – Öttevény – Lébény-Mosonszentmiklós – Kimle-Károlyháza – Mosonmagyaróvár – Levél – Hegyeshalom – Nickelsdorf (Miklóshalma) – Zurndorf (Zurány) – Parndorf (Pándorfalu) – Parndorf Ort (Pándorfalu község) – Bruck a.d. Leitha (Bruck-Királyhida)(– Götzendorf – Gramatneusiedl – Wien Grillgasse – Wien Hauptbahnhof (Bécs)) | 2 óránként |
| EuroRegio | Hegyeshalom – Nickelsdorf (Miklóshalma) – Zurndorf (Zurány) – Parndorf (Pándorfalu) – Parndorf Ort (Pándorfalu község) – Bruck a.d. Leitha (Bruck-Királyhida) – Götzendorf – (Gramatneusiedl – Himberg –) Wien Grillgasse – Wien Hauptbahnhof (Bécs)                                                                                      | Napi 6 pár |

## Európa
Kelet- és Közép-Európában minden ország határán közlekednek ER vonatok. A legjelentősebb forgalmat az osztrákoknál és a németeknél bonyolítanak.